# Jack Dawson
Jack Dawson (Chippewa Falls, Wisconsin, 15 de junio de 1890 - RMS Titanic, Océano Atlántico, 15 de abril de 1912) es un personaje ficticio que pertenece a la película Titanic, de 1997. Este personaje fue creado específicamente para el largometraje, que fue escrito y dirigido por James Cameron para retratar los restos en la vida real. Jack abordó el RMS Titanic el 10 de abril de 1912, donde durante el viaje conoció a Rose DeWitt Bukater, de quien se enamoró y tuvo una aventura romántica. Jack Dawson falleció de hipotermia luego del hundimiento del barco en la madrugada del 15 de abril, pero su cuerpo nunca fue encontrado.
Aunque Jack Dawson fue un personaje ficticio, hay una tumba llamada "J. Dawson" en el cementerio de Fairview en Halifax, Nueva Escocia, donde están enterradas 121 víctimas de naufragio. El verdadero J. Dawson era Joseph Dawson, un marinero que trabajaba en el barco. "Después de que saliera la película, descubrimos que había una lápida llamada J. Dawson, y nos sorprendió", dijo el productor de la película Jon Landau en una entrevista.

## Biografía

### Infancia y juventud
Jack Dawson nació cerca de Chippewa Falls, Wisconsin, el 15 de junio de 1889. No se sabe quiénes eran sus padres, pero él los conocía y solía pescar en el hielo con su padre. En una ocasión, Jack cayó en un lago helado donde casi murió de hipotermia.
Sus padres murieron cuando tenía 15 años en un incendio el cual produjo que comenzara a vivir solo y luego viajara por el mundo. En algún momento, conoció a Fabrizio De Rossi, probablemente en Italia, y se convirtió en su mejor amigo, incluso viajando juntos. Al crecer, fue a Monterrey (California), donde trabajó en un bote, y luego al muelle de Santa Mónica, California, donde dibujaba retratos por 10 centavos por pieza. Según él, vivió un tiempo en París.

### A bordo delTitanic

#### Inicio de viaje
Jack Dawson abordó el RMS Titanic el 10 de abril de 1912. Era un artista pobre de tercera clase y pudo abordar el barco tras ganar boletos en un afortunado juego de póker. En sus primeros días en el Titanic, pudo disfrutar de su lujo y pasar tiempo con Fabrizio y Tommy, un nuevo amigo. Una noche conoció a Rose DeWitt Bukater, una pasajera de primera clase, tratando de suicidarse al intentar saltar desde la popa del barco. Tenía la intención de acabar con su vida debido a su estilo de vida y su matrimonio forzado con Caledon Hockley.
Jack animó a Rose a que no saltara de la nave, y cuando esta estaba a punto de volver a entrar, resbaló y gritó cuando Jack la rescató. Esto atrajo la atención de los miembros de la tripulación, que acudieron corriendo a ver lo ocurrido. Encontraron a Jack y Rose en el suelo. Viendo este hecho ambos hombres supusieron que Jack estaba abusando de Rose y llamaron a Caledon. Cal trató de arrestar a Jack y mostró su desprecio por los pasajeros de tercera clase, llamando a Jack "inmundo", pero Rose se detuvo y salió en defensa de Jack explicando cómo este la había salvado. Más tarde, Cal invitó de mala gana a Jack a cenar con pasajeros de primera clase para ver como le iría al joven frente a la alta sociedad.
Al día siguiente, Rose fue a buscar a Jack y lo encontró en la cubierta, donde hablaron sobre sus vidas personales y privadas, así como sobre los sueños inalcanzables de Rose. Rose pudo ver algunos de los dibujos de Jack, y quedó sorprendida por ellos. Más tarde, Jack le mostró a Rose cómo escupir “correctamente" hasta que fue interrumpido por Ruth DeWitt Bukater, madre de la joven, la cual venía a buscar a Rose para prepararla para la cena.
Al ver al pobre muchacho, Molly Brown llevó a Jack a su suite y le prestó un esmoquin, originalmente perteneciente a su hijo. En la cena, Jack cautivó a los pasajeros de primera clase con su ingenioso humor e impresionantes historias sobre su vida.

#### Relación con Rose
Antes de dejar la mesa donde estaba, dejó una nota en la mano de Rose que decía: "Haz que cuente. Nos vemos en el reloj". Rose se dirigió a ese lugar y se unió a Jack en una fiesta del pasaje de tercera clase, sin embargo fueron vigilados en secreto por Spicer Lovejoy, el sirviente de Cal.
Al día siguiente, Rose se enfrentó a su madre, quien le pidió que no volviera a ver a Jack debido a su compromiso con Cal, y los beneficios que el matrimonio les traería a ambos. Jack se dio cuenta de esto y tomó prestados la chaqueta y el sombrero de un pasajero para hablar con ella pasando desapercibido. Rose le pidió que no la viera más, porque estaba comprometida y eso le causaría complicaciones. Pero después de que Jack le hiciera reflexionar y le “abriera los ojos” en lo que su madre y Cal la estaban convirtiendo, una joven apegada a un cierto estándar de clase, le buscó para darle otra oportunidad. Le encontró en la punta de la proa del barco, y juntos compartieron su primer beso al anochecer del día 14 de abril. Luego, Rose le pide a Jack que la dibuje desnuda, usando nada más que el collar del Corazón del Mar. Cuando este terminó el dibujo, Rose volvió a guardar dicho collar, regalo hecho por Cal, en la caja fuerte, y poco después ambos fueron perseguidos por Lovejoy por el interior del barco. La pareja se aventuró en la bodega, pasando por la sala de "calderas" y llegando a una sala donde estaban unos "coches de lujo" en la parte de carga, e hicieron el amor en el asiento trasero de un automóvil de marca Renault del año 1904.

#### Naufragio
A las 11:40 p. m., Rose informó a Jack que desembarcaría con él cuando el barco llegara a Nueva York. Instantes después, ambos presenciaron el choque del barco contra un iceberg mientras estaban en la proa. Jack y Rose se dieron cuenta de que algo grave estaba pasando, por lo que fueron a contárselo a Ruth y a Cal, aunque el intento sirvió para acusar a Jack por robarle el collar y arrestarlo. Más tarde, después de que comenzase el lanzamiento de los botes salvavidas a las 12:55 a. m., Rose encontró a Jack en una sala que se inundaba rápidamente. Estaba esposado a un poste, pero ella usó un hacha de fuego para liberarlo al no encontrar una llave de repuesto, porque Lovejoy había tomado otra. Encuentran a Fabrizio y Tommy detrás de una puerta cerrada por dos miembros de la tripulación. Jack se sienta cerca y, con la ayuda de Fabrizio, Tommy y otro pasajero, destruyen los barrotes, permitiendo la liberación de algunos pasajeros en un acto heroico. En la cubierta del barco, Jack intenta encontrar un bote salvavidas para él, Rose y sus amigos, pero como no lo consigue, envía a Fabrizio y Tommy al otro lado del barco para buscar botes salvavidas para los cuatro. Sin embargo, estos últimos finalmente mueren durante su misión: Tommy es disparado en el pecho por el oficial William McMaster Murdoch, entre una agitada multitud que intentaba subir a los botes, y Fabrizio muere cuando una chimenea del barco cae sobre él. Luego, Jack se da cuenta de que la tripulación está subiendo a las mujeres y los niños primero, y alienta a Rose a embarcar en uno de los botes junto con Cal, que aparece.
Cuando Rose sube al bote salvavidas # 2 para escapar del naufragio, en un esfuerzo por evitar la pérdida de Jack, saltó de nuevo al barco para reunirse con él y huyeron de los disparos de Cal, quien enfadado les persiguió a través del barco con un revólver con el fin de matarles. Jack y Rose consiguen escapar de Cal, y después encuentran a un niño llorando y esperando que regrese su padre. En un esfuerzo por salvarlo, Jack tomó al niño, aunque el padre del niño vino y se enfureció con Jack por llevarse a su hijo. Tomó a su hijo y se fue, pero reventaron dos puertas debido a la presión del agua, lo que provocó que la pareja fuera llevada por una corriente y quedara encerrada en una puerta. Su última esperanza era un mayordomo aterrorizado con una llave para abrir los barrotes, pero debido a los nervios dejó caer la llave en el agua y corrió para salvar su vida. Jack tomó la llave, logró abrir la puerta y llevó a Rose de vuelta a la cubierta superior.
Cuando el ángulo del Titanic se elevó alrededor de las 2:15, Jack y Rose se apresuraron a la popa del barco en ascenso, haciendo que todos los pasajeros atraparan algo en un esfuerzo por evitar caerse del barco, que minutos después se partía en dos y se hundió.

#### Muerte
Después de que el Titanic se hundiera por completo a las 2:20h de la madrugada del 15 de abril, Jack pudo encontrar una puerta arrancada del barco, flotando en el agua, y dejó a Rose encima mientras cientos de personas se abatían en las aguas heladas del Atlántico Norte. No pudo encontrar nada más para subirse y comenzó a congelarse en el agua helada.
En sus últimos momentos de vida, Jack le dijo a Rose que no importaba lo que sucediera, no quería que ella perdiera la esperanza, y que si ella permanecía sobre la puerta se salvaría y viviría una vida larga y feliz en el futuro. Le pidió que se lo prometiera y que no rompiera nunca esa promesa. Jack finalmente murió de hipotermia, y Rose se adentró en el agua para nadar hasta un tripulante muerto que tenía un silbato, y así poder llamar al bote salvavidas que estaba circulando por la zona buscando supervivientes entre los cadáveres. Finalmente, Jack se hundió en el fondo del océano. 
Por razones desconocidas, no había registro de Jack a bordo del Titanic, posiblemente debido a que no había comprado legalmente sus boletos y no se había registrado al abordar. En cuanto a Rose, esta fue rescatada poco después de que su amado se hundiera por uno de los botes y, horas después, por el barco Carpathia, sobreviviendo al naufragio.